# شارع الدواسة
شارع الدوّاسة أحد أهم شوارع مدينة الموصل في جانبها الأيمن، وهو ذو ممر واحد، ويربط شارع المحافظة شمالاً بشارع الجسر الرابع جنوباً، فيه بناية محافظة الموصل وسوق رئيسية ودوائر حكومية ومحاكم ومصارف ومكتبات ودور سينما ومقاهي، ويُعدّ شارعاً ثقافياً،  لشارع الدواسة ساحةٌ نظامية واحدة لوقوف السيارات، اسمها ساحة القدس، اشتدت على الشارع القيود الأمنية للحركة منذ سنة 2008، قالت جريدة المدى يوم 19 تموز سنة 2013 «لم يعد لشارع الدواسة في الموصل بريقه القديم، إذ كان وعلى مدى سبعة عقود كاملة، واحداً من أهم شوارعها لما يضمه من سوق، ومؤسسات حكومية، وملتقيات ثقافية، تحول خلال السنوات الأخيرة بعد غلقه أمام حركة المرور المدنية، إلى شارع أمني بامتياز، تمر به عجلات الشرطة والمسؤولين فقط».